# Park Narodowy Chitral Gol
Park Narodowy Chitral Gol (urdu ‏چترال گول نیشنل پارکک‎) – park narodowy położony w dystrykcie Chitral w prowincji Chajber Pasztunchwa w północnym Pakistanie, utworzony w 1984 roku.

## Opis
Park Narodowy Chitral Gol został utworzony w 1984 roku w celu ochrony Capra falconeri cashmiriensis i irbisa śnieżnego (Panthera uncia). Jego powierzchnia wynosi 77,5 km².
Tereny parku są położone na wysokości od 1450 do 4979 m n.p.m.

## Flora
Na wysokości od 2527 do 4078 m n.p.m., czyli pomiędzy strefą wiecznych śniegów a linią lasów, występują łąki zdominowane przez Prangos pabularia, dziurawiec zwyczajny (Hypericum perforatum) i Rosa macrophylla, przy czym w górnej części tej strefy rosną trawy i rośliny zielne, a w dolnej pojawiają się krzewy i drzewa (nie osiągające jednak dużych rozmiarów). Rosną tam również: mięta polna (Mentha arvensis), Artemisia fragrans, Arisaema wallichianum, Ferula narthex, bergenia orzęsiona (Bergenia ciliata), Rumex hastatus, cedr himalajski (Cedrus deodara).
Oprócz cedrów himalajskich w parku występują następujące gatunki drzew: sosna Gerarda (Pinus gerardiana), sosna himalajska (Pinus wallichiana), świerk himalajski (Picea smithiana) oraz jałowiec grecki (Juniperus excelsa).

## Fauna
Ze ssaków w parku występują: Capra falconeri cashmiriensis, koziorożec syberyjski (Capra sibirica), owca stepowa (Ovis aries orientalis), niedźwiedź himalajski (Ursus thibetanus), Canis lupus filchneri, lis rudy (Vulpes vulpes), kuna żółtogardła (Martes flavigula) i Lutrogale perspicillata. Irbis śnieżny nie wydaje się być stałym rezydentem parku, ale czasami można go tam spotkać.
Do pospolitych ptaków w parku należą: orłosęp (Gypaetus barbatus), sęp himalajski (Gyps himalayensis), orzeł przedni (Aquila chrysaetos), żuraw stepowy (Grus virgo), sokół wędrowny (Falco peregrinus), ułar himalajski (Tetraogallus himalayensis), olśniak himalajski (Lophophorus impejanus), śnieżnik (Lerwa lerwa) i góropatwa skalna (Alectoris graeca).